# بوگدانوواتس (بابوشنیتسا)
بوگدانوواتس (به صربی: Bogdanovac) یک منطقهٔ مسکونی در صربستان است که در Opština Babušnica واقع شده‌است. بوگدانوواتس ۱۷۰ نفر جمعیت دارد.